# Марко Пекельний
Марко Пекельний або Марко Проклятий, Марко Товкущий — персонаж українського фольклору, відомий за легендами, прислів'ями та їхніми обробками. Поширений образ Марка Пекельного як грішника, що рятує свою душу, визволивши з пекла козаків. У адаптаціях він також постає злочинцем, святотатником, приреченим вічно блукати по землі.

## У фольклорі
Марко Пекельний найраніше фігурує в народних прислів'ях і анонімному гумористичному віршованому оповіданні «Марко пекельний» XVIII ст. — обробці ранішої легенди. Бувши ледарем і гульвісою, Марко отримав від святого Петра уві сні завдання вирушити в пекло, щоб визволити звідти козаків, яких чорти тримають там силоміць, хоча ті просять Бога про порятунок. Марко опинився в пеклі, де вбив одного чорта, налякавши цим решту. Тоді Люципер став спокушати Марка лишитися в своєму домі, влаштувавши застілля. Поки Люципер із чортами захопилися пиятикою, Марко вирушив визволяти козаків, які потім затопили нечисту силу окропом. Тоді янголи спустилися й забрали Марка та козаків, які отримали прощення. Потім пекло стояло порожнє сто років, але козаки знову стали грішити, тому воно наповнилося. Проте й тоді чорти згадували що їм зробив Марко.
З цим сюжетом споріднена «пасхальна вірша» «Про збуренє пекла», відома з 1795 року, де Христос спускається до пекла, щоб визволити грішників. Твір при цьому подається як розповідь, яку запорожці оповідають своєму гетьманові (варіант — князю Потьомкіну). «Про збуренє пекла» обігрує сюжет, наведений у апокрифічному Никодимовому євангелії про зішестя Христа до пекла після смерті.

## Адаптації
- На основі фольклорних джерел Олекса Стороженко написав незавершену повість-поему «Марко Проклятий» (перші два розділи з'явилися у львівському журналі «Правда» у 1870 році; згодом опубліковано 16 розділів посмертно у 1879 році в одеській «Типографії Л. Нітче»)[9]. В цьому творі Марко Проклятий пов'язується з образом покутника, великого грішника[2].
- Вірш «Пекельний Марко»[10] — вперше надруковано в журналі «Киевская старина» (1885, т. XII, с. 684—695). Ця віршована обробка легенди про Марка Проклятого виникла у другій половині XVIII ст. Записана вона у 1835 р. в Тенчинській станиці від 76-річного чорноморського козака Вакули Губи. Перший її публікатор П. І. Зуйченко відзначив, що список, яким він користувався, був пошкоджений. Зберігшись в усній традиції, оповідання має явні сліди бурлескно-травестійного письменства XVIII ст., близьке до віршів великоднього циклу. У ньому опрацьовано одну з мандрівних легенд про «великого грішника», який на українському ґрунті став простим козаком, власне перелицьовано на народний лад апокрифічне оповідання «Про збурення пекла».
- Образ Марка Пекельного був також інтерпретований Іваном Кочергою у драмі «Марко в пеклі» (1928).
- У письменника-емігранта Юрія Тиса в книзі «Життя іншої людини» (1958) козак Марко, покараний за свою невгамовність невмирущістю, опиняється серед наступних поколінь, де почувається непотрібним. Проте він продовжує боротьбу на благо свого народу аж до Другої світової війни та зникає, щоб з'явитися у наступні часи[11].
- Марко Безсмертний був головним героєм твору Михайла Стельмаха «Правда і кривда» (Марко Безсмертний) (1961, видавництво «Радянський письменник»).
- Віра Вовк — вірш «Марко Проклятий» (збірка «Чорні акації», 1961)
- Ліна Костенко написала вірш «Маркова скрипка», де основним героєм виступає Марко Пекельний (збірка «Неповторність», 1980, видавництво «Молодь»)[12].
- Іван Малкович — вірш «Марко Пекельний» (збірка «Ключ», 1988, видавництво «Молодь»)
- На основі поезій Василя Стуса Львівський театр ім. Леся Курбаса поставив драму «Марко Проклятий або Східна леґенда» (прем'єра 20 квітня 2001).
- Київський національний академічний Молодий театр поставив драму «Марко пекельний» (прем'єра 25 червня 2019)[13].